# Maria Arminda do Nascimento Arruda
Maria Arminda do Nascimento Arruda (Tombos, 14 de junho de 1948) é uma socióloga brasileira. Suas pesquisas concentram-se na sociologia da cultura, abrangendo temas relacionados com a produção intelectual, artística, literária e da comunicação de massa. Foi, de 2016 a 2020, diretora da Faculdade de Filosofia, Letras e Ciências Humanas da Universidade de São Paulo. Atualmente, é vice-reitora da Universidade de São Paulo (2022-2026).